# Maite Oroz
Maite Oroz Areta (Huarte, Navarra, 25 de marzo de 1998) es una futbolista española que juega como centrocampista en el equipo femenino del Tottenham Hotspur F.C. de la Women's Super League de Inglaterra.

## Trayectoria

### Inicios en Navarra y Bilbao
Se inició en el Club Deportivo Huarte de su localidad natal, donde permaneció seis temporadas hasta fichar con doce años por el Club Atlético Osasuna. Militando en sus categorías inferiores, fue seleccionada como internacional con la selección española y en donde en los diversos torneos sub-16 y sub-17 fue labrando su gran progresión. En esta última categoría se proclamó campeona y subcampeona de Europa, y campeona del mundo. Tras competir con las navarras en Segunda División y finalizar terceras del campeonato, el club disolvió el equipo femenino después del descenso del equipo masculino de categoría y tener que reducir costes, pero pudo rescatarlo finalmente tras un acuerdo con el Mulier Fútbol Club Navarra y retomó su actividad desde regional. Fue el motivo por el que recaló para la temporada 2014-15 en el Athletic Club.
Como rojiblanca tuvo destacadas actuaciones en su primera temporada con el equipo filial, anotando dieciséis goles en la temporada. Pese a sus destacados partidos no contó para el técnico del primer equipo nada más que para un encuentro amistoso. Fue en la nueva temporada, bajo las órdenes del nuevo entrenador Joseba Agirre donde se asentó como una de las revelaciones del equipo y del campeonato. Fue frente a la Real Sociedad de Fútbol, en el derbi vasco, cuando anotó su primer gol como profesional, con diecisiete años. Fue el primero de los cinco que anotó finalmente en su estreno en la Primera División, de la que su equipo terminó como campeón. Esto le permitió la temporada siguiente debutar en la Liga de Campeones de la UEFA, en un partido correspondiente a los dieciseisavos de final frente al Dameboldklubben Fortuna Hjørring danés el 5 de octubre de 2016 que se saldó con una victoria de las bilbaínas por 2-1 merced a un tanto de Maite, su primero en competición europea en su primer partido. Pese a ello, la derrota tras una prórroga por 3-1 en el partido de vuelta las eliminó de la competición. El equipo no pudo mantener sus buenas actuaciones del curso anterior y finalizaron en quinto puesto, producto del gran número de goles encajados en comparación con años anteriores, donde se mostraron muy solventes. En lo particular, Maite se asentó como una de las titulares y referentes del equipo.
Pese a mejorar los resultados no pudo volver a conseguir éxitos con las bilbaínas siendo un tercer puesto y unas semifinales de la Copa de la Reina en 2018, donde una tanda de penaltis les privó de acceder a la final, lo más destacado. Lo que parecía el camino a retomar títulos se truncó para Maite y su equipo debido a una rotura ligamento cruzado de la rodilla izquierda que la apartó de la temporada 2018-19 tras haber disputado únicamente tres partidos. No se recuperó hasta el mes de agosto, cuando reapareció en un amistoso ante el Football Club des Girondins de Bordeaux y la jugadora manifestó pese a ello haberse desarrollado futbolísticamente:

“El tiempo lesionada se hace duro porque tienes que estar alejada de tus compañeras pero tienes diferentes objetivos. Tengo claro que estos diez meses me han servido para mejorar tanto deportivamente como a nivel personal.”
Maite Oroz. 4 de agosto de 2019

Recuperada de la lesión recuperó su juego técnico y su rol pasó a ser más de elaboración para el equipo retrasando un poco su posición en el campo. Fue su última temporada con el Athletic Club, antes de que la competición hubiese de ser suspendida tras 21 jornadas debido a la pandemia de enfermedad por coronavirus acaecida en todo el mundo, y la posterior declaración del estado de alarma en España por parte del gobierno. Dos meses después, el 6 de mayo, la Federación Española dio por concluido el campeonato sin disputar el resto de jornadas pendientes, finalizando el equipo en quinta posición. Cabe destacar en el inicio de dicha temporada, que fue la primera vez que el reconocido trofeo Ramón de Carranza fue disputado por equipos femeninos, y donde el Athletic Club se proclamó campeón tras vencer en la tanda de penaltis al Tottenham Hotspur Football Club Women.
Paralelamente a los acontecimientos deportivos, los implicados y representantes del fútbol femenino trabajaban por conseguir unas condiciones laborales justas y acordes a su desarrollo, en cuestiones de igualdad, reconocimiento y protección de sus derechos. La gran proyección y el cada vez más notable desarrollo del fútbol femenino no se reflejaba en las condiciones existentes según los afectados, principalmente las futbolistas, que claman por una profesionalización justa y acorde a las circunstancias vigentes. La resolución a las discrepancias entre implicados y los estamentos y asociaciones abocaron en la firma de un convenio colectivo que suscitó gran polémica debido a su contenido, en especial una desproporcionada lista de compensación, y su no publicación en el Boletín Oficial del Estado, que en principio lo invalidaba, hechos que tuvieron varias consecuencias de diversa índole. En el caso de Maite y una vez finalizado su contrato con el Athletic, firmó con el Real Madrid Club de Fútbol a coste cero, tras haber confeccionado su primer equipo femenino de fútbol.

### Etapa en Madrid

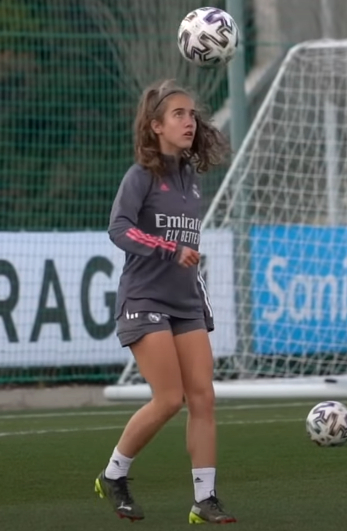
Maite durante un entrenamiento en 2021.

sus grandes actuaciones en Bilbao llamaron la atención de varios clubes, entre ellos el Real Madrid Club de Fútbol, quien tras formar su nuevo equipo femenino llevó a cabo numerosas contrataciones para su estreno en la máxima categoría española. Maite fue una de las incorporaciones del club madridista, con el objetivo de convertirse cuanto antes en uno de los equipos referentes del país, y tras ser señalada como una de las mejores centrocampistas del campeonato y ser seleccionada entre las finalistas en su puesto del Fútbol Draft que premia a los mejores futbolistas jóvenes de la temporada. Su debut se produjo el 4 de octubre en la Ciudad Deportiva de Valdebebas frente a las vigentes campeonas del Fútbol Club Barcelona, donde la mayor experiencia y rodaje de las catalanas hizo que el partido finalizase con un 0-4 en contra.
Pese a su juventud, su trayectoria la convirtió en una de las titulares del equipo, y fue una de las jugadoras más destacadas del principio de la temporada. Un gol suyo, anotado el 18 de octubre frente al Rayo Vallecano de Madrid en la tercera jornada del campeonato supuso el momentáneo 1-0 de la primera victoria oficial de la historia de la sección madridista que finalizó con un resultado de 3-1 en la Ciudad Deportiva de Valdebebas. La navarra recogió un rechace en el área para batir a la guardameta rival de un fuerte derechazo a la escuadra.
Sus buenas actuaciones le valieron su primera convocatoria a la selección absoluta de España, a la que tuvo sin embargo que renunciar debido a una lesión, y ser seleccionada en el Once de Oro del Fútbol Draft junto a su compañera de equipo Misa Rodríguez. Finalmente debutó como internacional absoluta el 18 de febrero ante Azerbaiyán, disputando la última media hora del encuentro.
Debuta con la absoluta en el partido del 18 de febrero de 2021 frente a Azerbaiyán que vencieron las españolas por 0-13 y que las clasificó para la Eurocopa 2022.

## Estadísticas

### Clubes
Actualizado al último partido disputado el 21 de agosto de 2022.
| Club                       | Temporada     | Liga          | Liga  | Liga  | Copas | Copas | Internacional | Internacional | Total | Total | Media goleadora |
| Club                       | Temporada     | Div.          | Part. | Goles | Part. | Goles | Part.         | Goles         | Part. | Goles | Media goleadora |
| -------------------------- | ------------- | ------------- | ----- | ----- | ----- | ----- | ------------- | ------------- | ----- | ----- | --------------- |
| C. A. Osasuna · España     | 2013-14       | 2.ª           | ?     | ?     | –     | –     | Inaccesibles  | Inaccesibles  | ?     | ?     | 0               |
| Athletic Club "B" · España | 2014-15       | 2.ª           | 23    | 10    | 5     | 6     | Inaccesibles  | Inaccesibles  | 28    | 16    | 0.57            |
| Athletic Club · España     | 2015-16       | 1.ª           | 30    | 5     | 1     | –     | –             | –             | 31    | 5     | 0.16            |
| Athletic Club · España     | 2016-17       | 1.ª           | 27    | 1     | 1     | –     | 2             | 1             | 29    | 2     | 0.07            |
| Athletic Club · España     | 2017-18       | 1.ª           | 26    | 2     | 3     | –     | –             | –             | 29    | 2     | 0.07            |
| Athletic Club · España     | 2018-19       | 1.ª           | 3     | –     | –     | –     | –             | –             | 3     | 0     | 0               |
| Athletic Club · España     | 2019-20       | 1.ª           | 21    | –     | 2     | –     | –             | –             | 23    | 0     | 0               |
| Athletic Club · España     | Total club    | Total club    | 107   | 8     | 7     | 0     | 2             | 1             | 116   | 9     | 0.08            |
| Real Madrid C. F. · España | 2020-21       | 1.ª           | 30    | 1     | 1     | –     | –             | –             | 31    | 1     | 0.03            |
| Real Madrid C. F. · España | 2021-22       | 1.ª           | 26    | 2     | 4     | –     | 6             | 1             | 36    | 3     | 0.08            |
| Real Madrid C. F. · España | 2022-23       | 1.ª           | –     | –     | –     | –     | 2             | –             | 2     | 0     | 0               |
| Real Madrid C. F. · España | Total club    | Total club    | 56    | 3     | 5     | 0     | 8             | 1             | 69    | 4     | 0.06            |
| Total carrera              | Total carrera | Total carrera | 186   | 21    | 17    | 6     | 10            | 2             | 213   | 29    | 0.14            |
| 1. 2. 3.                   |               |               |       |       |       |       |               |               |       |       |                 |

## Palmarés

### Campeonatos nacionales
| Título             | Club          | Año  |
| ------------------ | ------------- | ---- |
| Campeonato de Liga | Athletic Club | 2016 |

### Campeonatos internacionales
Nota *: incluyendo la selección.
| Título           | Equipo *        | Año  |
| ---------------- | --------------- | ---- |
| Europeo (sub-19) | España (sub-19) | 2017 |

### Distinciones individuales
| Distinción               | Año  |
| ------------------------ | ---- |
| Once de Oro Fútbol Draft | 2020 |